# Massimiliano Fuksas
Massimiliano Fuksas (Roma, 9 de janeiro de 1944) é um arquiteto italiano. Formou-se na Universidade La Sapienza de Roma em 1970. Trabalhou na capital italiana, Paris (1989) e Viena (1993).

## Biografia
Fuksas nasceu em Roma em 1944; seu pai era judeu lituano, enquanto sua mãe católica era filha de pai francês e mãe austríaca.
No início da década de 1960, trabalhou para Giorgio De Chirico em Roma. Depois ele deixou a Itália e trabalhou por um período para Archigram em Londres, para Henning Larsen e para Jørn Utzon em Copenhagen. Formou-se em arquitetura pela Universidade La Sapienza em 1969, em Roma,  onde abriu seu primeiro escritório em 1967, o GRANMA, em colaboração com sua primeira esposa Anna Maria Sacconi.
Desde 1985 ele trabalha em parceria com sua segunda esposa, Doriana Mandrelli, que se formou em Arquitetura em Paris em 2007.  Escritórios subsequentes foram abertos em Paris (1989) e Viena (1993), Frankfurt (2002) e Shenzhen, China (2008). O novo Terminal 3 do Aeroporto Internacional de Shenzhen Bao'an, que sua empresa projetou e construiu em 2008-2013 (com suporte de projeto paramétrico pela empresa de engenharia Knippers Helbig), é um excelente exemplo para o uso de tecnologias de produção e projeto paramétrico em um prédio de grande escala.
Fuksas teve duas filhas com Doriana Fuksas: Elisa e Lavinia.
De 1994 a 1997 foi membro das comissões urbanas de Berlim e de Salzburgo. Por muitos anos, ele dedicou sua atenção especial ao estudo dos problemas urbanos e, em particular, aos subúrbios. Desde junho de 1997 foi assessor do Conselho de Administração do IFA (Institut Français d'Architecture). Desde janeiro de 2000, escreve a coluna de arquitetura do semanário L'Espresso, criado por Bruno Zevi. Em 2000, foi (ironicamente à luz de sua prática de empregar estagiários não remunerados por períodos de até dois anos) o Diretor da Bienal de Veneza - 7ª Mostra Internacional de Arquitetura - "Menos Estética, Mais Ética".
Ele é professor visitante em várias universidades, incluindo a École spéciale d'architecture em Paris e a Columbia University em Nova York.

## Principais obras
- Complexo escolar em Anagni (Frosinone), Itália
- Ginásio em Paliano (Frosinone), Itália, (1979-1982)
- Universidade de Brest, França
- Cidade Universitária "Flora Tristan" em Hérouville-Saint-Clair, França
- "Maison des Arts" em Bordéus, França
- Centro comercial "Europark" em Salzburgo, Áustria
- Dois arranha-céus para escritórios ("Vienna Twin Tower") e cinema multiplex em Inzersdorf na região de Viena, Áustria
- Remodelação do PalaLottomatica em Roma, Itália, (1999-2003)
- Centro de Pesquisas daFerrari em Maranello, Módena
- Nova Feira de Milão em Rho-Pero, Milão, (2005)
- Ampliação do Shopping e Cassino de Eindhoven, Países Baixos (1998-2006)
- Centro comercial Etnapolis de Belpasso, Catânia, Sicília (2005)
- Centro Esportivo de Florença, Itália (2008)
- Arquivos nacionais da França em Pierrefitte-sur-Seine (2012)